# 3,4-Epoxy-1-buten
3,4-Epoxy-1-buten ist eine chemische Verbindung aus der Gruppe der Oxirane und ist das Epoxid von 1,3-Butadien.

## Gewinnung und Darstellung
3,4-Epoxy-1-buten kann durch Epoxidierung von 1,3-Butadien gewonnen werden.

## Eigenschaften
3,4-Epoxy-1-buten ist eine farblose klare Flüssigkeit.

## Verwendung
3,4-Epoxy-1-buten wird als Zwischenprodukt zur Herstellung anderer chemischer Verbindungen (wie zum Beispiel 2,5-Dihydrofuran) und als Comonomer mit Propylenoxid für Polyether verwendet.